# Магазинер, Марк Яковлевич
Марк Я́ковлевич Магази́нер (1783 — 10 [22] октября 1858, Санкт-Петербург) — доктор медицины, действительный статский советник. Действительный член Русского Императорского Медицинского общества.

## Биография
Находился на военной службе. Участвовал в «очень многих походах», в сражениях при Бородино, Лейпциге, Париже, занимался многосторонней врачебной и административной деятельностью. Занимал должность главного врача в нескольких крупных госпиталях, последняя такая должность — в Уяздовском Варшавском госпитале (пол. Szpital Ujazdowski w Warszawie). Затем служил чиновником для особых поручений при главном инспекторе медицинской части по армии, чиновником для особых поручений при медицинском департаменте военного министерства. Автор популярных в своё время медицинских работ. Перевёл на русский язык ряд медицинских трудов. Также был автором многочисленных статей по статистике и гигиене в периодических изданиях.

## Семья
- Жена — Анна Ефимовна (1802—1879).
  - Сын Адольф (ум. 16 (28) февраля 1873 года) — инженер-полковник[6][7][8].

## Награды
- Орден Святой Анны 2-й ст.
- Орден Святого Станислава 2-й ст.
- Орден Святого Станислава 3-й ст.
- серебряная медаль 1812 года
- серебряная медаль 1814 года
- знак отличия за военное достоинство 4-й ст.
- знак за XX лет беспорочной службы
- знак за XXV лет беспорочной службы[5][9]

### Список произведений
- 1831 — Токсикологическая карта, или новейшее обозрение отрав (Киев)
- 1837 — О надёжнейшем врачебном средстве отучать людей от пьянства и запоя (СПб.)
- 1841 — О домашней посуде в отношении к здоровью (СПб.)
- 1852 — Памятная судебно-медицинская книжка (2-е изд. СПб.)
- 1854 — Лечение болезней, происходящих от пьянства (СПб.)